# Al-Nasir Muhammad
Al-Nasir Muhammad, död 1341, var en egyptisk monark. Han var regerande sultan i Mamluksultanatet Egypten mellan 1293 och 1294, 1299-1309 och 1310-1341.